# Посёлок дома отдыха «Бекасово»
Посёлок дома отдыха «Бекасово» — посёлок сельского типа в Наро-Фоминском городском округе Московской области. До 2017 года входил в состав городского поселения Наро-Фоминск. Население — 710 чел. (2010), в посёлке числятся 3 улицы, гск и 6 садовых товариществ. До 2006 года посёлок входил в состав Новофёдоровского сельского округа.
Посёлок расположен в центре района, у истока реки Гвоздня (приток Нары), в 3,5 км к северо-востоку от Наро-Фоминска, высота центра над уровнем моря 211 м. Ближайшие населённые пункты — практически, примыкающие: на юго-западе посёлок Александровка и на востоке — деревня Пожитково.

## Население
| 2002 | 2006 | 2010 |
| ---- | ---- | ---- |
| 737  | ↘700 | ↗710 |